# Časová osa války Izraele s Hamásem (březen 2024)
Toto je část časové osy války Izraele s Hamásem. Obsahuje časové období od 1. března do 31. března 2024.

## Pátek 1. března
Podle tvrzení Hamásu zahynulo během izraelského bombardování 7 rukojmí a mnoho palestinských bojovníků. Nic bližšího o smrti rukojmí Hamás neoznámil. Izrael se domnívá, že v Pásmu Gazy dosud zahynulo 31 rukojmí. K tvrzení Hamásu se Izrael nevyjádřil.
V severní části Pásma Gazy se izraelské jednotky střetly v Zajtúnu s příslušníky Palestinského islámského džihádu (PID). Východně od palestinského uprchlického tábora v Džabalíji se Izraelci střetli se spojenými oddíly Brigád mučedníků Al-Aksá, ozbrojeného křídla Fatahu a Brigád Izz ad-Dína al-Kassáma, ozbrojeného křídla Hamásu. Cílem minometného útoku PIJ a Brigád mučedníků Al Aksá se izraelské jednotky staly v prostoru hraničního přechodu Erec. V Chán Júnis izraelské jednotky, podle prohlášení IOS rozšířily svou činnost do dalších částí města a prohledávaly domy vysokých představitelů Hamásu. Brigády mučedníků Al-Aksá podle svého tvrzení napadly v západní části Chán Júnisu izraelské vojáky minomety a RPG.
Podle palestinského ministerstva zdravotnictví počet osob zabitých v Pásmu Gazy stoupl 30 228.

## Sobota 2. března
Při izraelském leteckém útoku na uprchlický tábor Nusejrat v centrální části Pásma Gazy bylo zabito 5 osob. Podle Izraele existuje možnost, že mezi zabitými je i Marwán Issa, zástupce velitele vojenského křídla Hamásu Mohammeda Dejfa. Jak Izrael, tak Hamás tuto možnost zkoumá.
Palestinské ženy, které byly zadrženy izraelskou armádou tvrdí, že během pobytu ve vazbě byly vystaveny bití a psychickému týrání. Dále uvedly že jim byla jim odpírána strava, byly opakovaně poutány a zastrašovány. Podle IOS příslušníci armády při prohlídkách hledají výbušniny, zadržené ženy jsou po výsleších vraceny zpět do Pásma Gazy.
Podle palestinského ministerstva zdravotnictví počet osob zabitých v Pásmu Gazy stoupl 30 320.
Podle IOS počet izraelských vojáků padlých v Pásmu Gazy stoupl na 245.

## Neděle 3. března
IOS zintenzivnily svou bojovou činnost v Chán Júnis. Podle IOS bylo provedeno 50 náletů na infrastrukturu Hamásu a zabiti příslušníci Hamásu operující v civilních objektech. Palestinský džihád podle svého vyjádření provedl raketový útok na izraelské obrněné jednotky a zničil budovu, ve které se příslušníci IOS nacházeli.
Izrael se rozhodl bojkotovat další káhirské rozhovory o příměří v Gaze. Důvodem je odmítnutí jeho požadavku Hamásem na předložení úplného jmenného seznamu rukojmí zadržovaných v Pásmu Gazy.
Podle palestinského ministerstva zdravotnictví počet osob zabitých v Pásmu Gazy stoupl 30 410.

## Pondělí 4. března
V jižní části Pásma Gazy napadli palestinští ozbrojenci izraelské jednotky Tal al Hawa, na severu Pásma čelili Izraelci útokům ve čtvrti Zajtún a v Džabalíji. V centrální části Pásma Gazy izraelská armáda při kombinovaném útoku zabila 15 palestinských bojovníků. Zároveň čelila minometné palbě palestinských ozbrojených skupin. V Chán Júnisu vstoupili příslušníci IOS do čtvrti Hamad, kde objevili skladiště zbraní a zničili blíže nespecifikovanou palestinskou vojenskou infrastrukturu. V Chán Júnisu se Palestincům podařilo nespecifikovanými prostředky ukořistit 2 izraelské bezpilotní letouny.
Podle vysokého představitele Hamásu Bassema Naima, bývalého palestinského ministra zdravotnictví, neví Hamás, kolik z izraelských rukojmí je stále naživu, případně kolik z nich je po smrti z důvodu nedostatku jídla či bombardování. Důvodem je, že rukojmí jsou rozmístěni v malých skupinkách po celém Pásmu Gazy. Naim dále řekl, že... příměří by umožnilo provést kontrolu a zjistit jejich status.
Podle katarských a egyptských vyjednavačů nabídl Hamás snížení počtu palestinských vězňů, jejichž propuštění požaduje za možnost návratu civilistů do severní části Pásma Gazy. Izraelští představitelé vyjádřili obavu, že se Hamás tímto způsobem snaží znovunastolit svou vládu v Gaze. Navíc existuje obava, že by Hamás návratu uprchlíků mohl využít ke zpětné infiltraci svých bojovníků na sever Pásma.
Podle palestinského ministerstva zdravotnictví počet osob zabitých v Pásmu Gazy stoupl 30 534.

## Úterý 5. března
Izraelská armáda podle svého prohlášení dokončila likvidaci dosud největšího tunelového systému v Pásmu Gazy. Tunelový systém byl objeven v prosinci 2023, měří celkem 4 km a je dost široký na to, aby jím mohla projíždět vozidla. Pro jeho likvidaci, po důkladném prozkoumání použili izraelští vojenští ženisté výbušniny, některé části potom zalili betonem. 
Podle OSN existují přesvědčivé důkazy, že se příslušníci Hamásu během svého útoku 7. října 2023 v Izraeli dopouštěli sexuálního násilí, včetně znásilnění a sexualizovaného mučení. Podle OSN také existují důvody k podezření, že... zneužívání stále pokračuje. Izrael uvedl, že... vítá definitivní uznání, že Hamás spáchal sexuální zločiny. Hamás prohlásil zprávu za... nepodloženou a zaměřenou pouze na démonizaci palestinského odporu.
Podle palestinského ministerstva zdravotnictví počet osob zabitých v Pásmu Gazy stoupl 30 534.

## Středa 6. března
Poté, co příslušní policie v Rafahu zřízené Hamásem přešli společně s ostatními příslušníky Hamásu a dalších palestinských ozbrojených organizací do ilegality, zřídil Hamás v Rafahu tzv. Výbory na ochranu lidu. Ty jsou tvořeny dobrovolníky vyzbrojenými palnými zbraněmi či holemi a jejichž úkolem je zajišťovat pořádek a bezpečí v Rafahu. Kromě toho mají za úkol bránit neúměrnému zvyšování cen ze strany spekulantů.
Za nedostatečnou považují humanitární organizace kampaň, při které je humanitární pomoc postiženým shazována z letadel. K leteckým shozům bylo přikročeno poté, co byly konvoje s pomocí napadány a to včetně střelných zbraní a jejich obsah vyrabován.
Podle palestinského ministerstva zdravotnictví počet osob zabitých v Pásmu Gazy stoupl 30 717.
Podle IOS počet izraelských vojáků padlých v Pásmu Gazy stoupl na 247.

## Čtvrtek 7. března
Podle Hamásu bylo palestinským úřadům vráceno z Izraele 47 těl zabitých Palestinců. Izrael tato těla exhumoval na obsazeném území a zkoumal, zda se nejedná o těla rukojmí. Tímto způsobem Izrael údajně prozkoumal již stovky těl. Podle Izraele se v rukách palestinských skupin nachází 99 rukojmí, 31 jich je po smrti.
V Zajtúnu čelily izraelské jednotky útokům PID prostřednictvím minometů a nástražných náloží. Pokračující útoky Palestinců v Zajtúnu naznačují, že vyčištění oblasti izraelskou armádou nebylo dokončeno. Ve střední části Pásma Gazy zabil izraelský nálet nejméně 10 palestinských bojovníků při nakládce vojenského vybavení a munice do vozidla. V Chán Júnisu se Izraelci a Palestinci střetli v bojích ve čtvrti Hamad. Zde izraelské jednotky pronikly do kanceláří Hamásu, tunelových šachet a výroben zbraní. 
Podle palestinského ministerstva zdravotnictví počet osob zabitých v Pásmu Gazy stoupl na 30 800

## Pátek 8. března
USA vybudují přístav v Gaze. Tím by se do postižených oblastí mohlo dostat více humanitární pomoci. Samotnou výstavbu by měla provést americká armáda. Svou pomoc při výstavbě přislíbila i Velká Británie.
Podle ředitelky pro komunikaci UNRWA Juliette Toumaové byli zaměstnanci agentury izraelskými úřady mučením donuceni vypovídat o tom, že agentura podporuje Hamás a že se její zaměstnanci podíleli na útocích proti Izraeli ze 7. října 2023. Uvádí se to v její zprávě pro OSN o potencionálním porušování lidských práv.
Podle palestinského ministerstva zdravotnictví počet osob zabitých v Pásmu Gazy stoupl 30 878.

## Sobota 9. března
Vrchní sefardský rabín Jicchak Josef prohlásil, že... ultraortodoxní Židé raději opustí hromadně Izrael, pokud vláda ukončí výjimky z povinného vstupu do armády, které komunita požívá. Reagoval tak na tlak izraelské vládní koalice na ukončení výjimky, kterou ultraortodoxní komunita má od vojenské služby.Josefovo prohlášení se následně setkalo s ostrou kritikou napříč izraelskou politickou scénou.
IOS dokončily výstavbu silnice, která protíná na severu Pásma Gazy celé území od západu na východ. Začíná u kibucu Nachal Oz v Izraeli a končí na pobřeží Středozemního moře. Podle vyjádření IOS... slouží jako opěrný bod. Podle některých expertů ale... bude použita jako bariéra, která zabrání Palestincům v návratu do jejich domovů na severu či... je to součást izraelského plánu zůstat v Gaze i po skončení současných nepřátelských akcí.
Podle palestinského ministerstva zdravotnictví počet osob zabitých v Pásmu Gazy stoupl 30 960.

## Neděle 10. března
Podle palestinského ministerstva zdravotnictví počet osob zabitých v Pásmu Gazy stoupl na 31 045.
Během časného rána podniklo izraelské letectvo nálet na budovu v uprchlickém táboře Nusejrat. Cílem byl tzv. muž č. 2 Hamásu Marwán Issa, zástupce velitele vojenského křídla Hamásu. Jak IOS, tak Hamás se údajně snaží zjistit, zda je Issa mezi pěti osobami, které pří útoku zahynuly. Stalo se tak poté, co izraelská armáda zabila čtvrtého muže Hamásu, Sáliha al-Arúrího, zástupce politického vůdce Hamásu.
Podle amerického prezidenta Joe Bidena... Netanjahuův přístup k situaci v Pásmu Gazy Izrael více poškozuje, než mu pomáhá. Za „velkou chybu“ Biden považuje vysoký počet obětí.

## Pondělí 11. března
Během izraelského bombardování v Chán Júnisu zahynul palestinský fotbalový reprezentant a člen fotbalového klubu Ahly Gaza Mohammed Barakat.
Izrael bude nadále spolupracovat s orgány v palestinské enklávě, včetně Světového potravinového programu OSN, na nalezení alternativy za humanitární organizaci UNRWA, kterou dlouhodobě obviňuje ze spolupráce s Hamásem. UNRWA opakovaně kritizuje Izrael za napadání jejich středisek, včetně škol a nemocnic. Izrael oponuje tvrzením, že UNRWA poskytuje tato zařízení, ať už dobrovolně nebo pod tlakem pro vojenské účely Hamásu.
Podle palestinského ministerstva zdravotnictví počet osob zabitých v Pásmu Gazy stoupl 31 112.

## Úterý 12. března
Zaměstnanci Násirovy nemocnice, kteří byli zadrženi izraelskou armádou po svém propuštění sdělili BBC, že během svého zadržení byli vystaveni týrání a ponižujícímu zacházení. Podle výpovědí byli izraelskými vojáky biti, poléváni studenou vodou, bylo jim odebráno oblečení, bylo jim odpíráno jídlo a byli nuceni stát celé hodiny bez přestávky. Podle vyjádření IOS je odebírání oblečení standardní procedurou, při které se hledají možné výbušniny či prostředky pro útok. K obvinění z mučení sdělily IOS že... jakékoli týrání zadržených je v rozporu s příkazy IOS, a proto je přísně zakázáno.
Z kyperské Larnaky vyplula loď s 200 tunami humanitární pomoci pro Pásmo Gazy. Vypravení lodi se zpozdilo z důvodu neexistence vhodného přístavu v Pásmu Gazy. Loď společnosti Open Arms, která náklad převáží, si sebou veze plošinu, jejímž prostřednictvím bude náklad vyložen.
Podle palestinského ministerstva zdravotnictví počet osob zabitých v Pásmu Gazy stoupl 31 184.

## Středa 13. března
Konvoj s humanitární pomocí konvoj Světového potravinového programu (WFP) mířící do Gazy na severu poprvé použil novou silnici protínající Pásmo Gazy z východu na západ vybudovanou nedávno izraelskou armádou.
Podle agentury UNRWA byl jeden její zaměstnanec zabit a 22 zraněno při izraelském útoku na její distribuční centrum v Rafahu. Podle šéfa UNRWA Philippe Lazzariniho se útoky... staly běžnou záležitostí v nehorázném rozporu s mezinárodním humanitárním právem.
Podle palestinského ministerstva zdravotnictví počet osob zabitých v Pásmu Gazy stoupl 31 272.
V Gaze údajně zabili příslušníci Hamásu vůdce jedno z místních palestinských klanů, kterého obviňovali ze spolupráce s Izraelem. S některými palestinskými klany, které nejsou spojeny s Hamásem počítá Izrael jako s možnými poválečnými vládci v Pásmu Gazy.

## Čtvrtek 14. března
Podle palestinského ministerstva zdravotnictví počet osob zabitých v Pásmu Gazy stoupl 31 341.
V Tel Avivu proběhla protestní demonstrace, na které několik tisíc demonstrujících požadovalo, aby izraelská vláda ukončila osvobozování izraelské ultraortodoxní komunity od vojenské služby. Současné nařízení, jež ultraortodoxně věřící zbavuje povinnosti nastoupit vojenskou službu platí do konce března 2024. Poté by izraelská vláda měla vydat zákon upravující povolávání příslušníků této komunity do armády. Podle zdrojů z izraelské armády po útoku Hamásu ze 7. října 2023 projevilo přání nastoupit vojenskou službu více osob z této komunity.
Podle palestinského ministerstva zdravotnictví bylo nejméně 20 lidí zabito a 155 zraněno poté, co izraelští vojáci zahájili palbu na Palestince čekající na rozdělování humanitární pomoci. Incident se odehrál na Kuvajtském náměstí v Gaze. IOS následně popřely jakoukoliv střelbu na čekající Palestince a následně zveřejnily video, podle kterého měli palbu do davu čekajících vést palestinští ozbrojenci. Podle tvrzení CNN se ani jednu z verzí nepodařilo ověřit.

## Pátek 15. března
Podle palestinského ministerstva zdravotnictví počet osob zabitých v Pásmu Gazy stoupl 31 490.
K ozbrojeným střetům mezi izraelskými jednotkami a palestinskými ozbrojenci došlo jižně od Gazy, v Zahře. Oblast měla být podle dřívějších vyjádření izraelských vojenských představitelů vyčištěna od palestinských bojovníků. Ti ale podle všeho do oblasti pronikli z centrální části Pásma Gazy či byly aktivovány tzv. spící buňky Hamásu. Na jihu Pásma, v Chán Júnisu izraelské letectvo provedlo útok na palestinské bojovníky nakládající zbraně do vozidla. Ve čtvrti Hamad zaútočili Palestinci termobarickou raketou na izraelské obrněné vozidlo.
Podle webu MarineTraffic.com se loď španělské společnosti Open Arms vezoucí 200 tun humanitární pomoci zajištěné společností World Central Kitchen nachází méně než 10 km od pobřeží Pásma Gazy.
Hamás kritizoval Abbásovo jmenování Mohammada Mustafy palestinským premiérem jako... individualistické rozhodnutí nepodložené celopalestinským konsensem a uvedl, že... Palestinci ztratili důvěru v politiku Palestinské samosprávy. Hamás dále oznámil sestavení vlastní vlády, jež zahrnuje i Islámský džihád.

## Sobota 16. března
Podle palestinského ministerstva zdravotnictví počet osob zabitých v Pásmu Gazy stoupl 31 553.
Představitelé Fatahu odmítli kritiku Hamásu jmenování nového premiéra z 15. března a prohlásili, že... Hamás je zodpovědný za současnou válku jednostranným útokem ze 7. října 2023.
Nejméně 36 Palestinců bylo údajně zabito při izraelském leteckém útoku na uprchlický tábor Nusejrat.
Podle izraelských bezpečnostních činitelů byl při izraelském leteckém útoku z 11. března pravděpodobně zabit zástupce velitele vojenského křídla Hamásu Marwán Issa, třetí nejvyšší představitel Hamásu v Pásmu Gazy.

## Neděle 17. března
Podle palestinského ministerstva zdravotnictví počet osob zabitých v Pásmu Gazy stoupl 31 645.
IOS podle vlastního vyjádření ve střední a jižní části Pásma Gazy za poslední den zabila 18 příslušníků Hamásu. Těžké boje pokračovaly i v Chán Júnisu. Podle palestinských zdrojů izraelský úder na uprchlický tábor Dajr Balah v centrální části Pásma Gazy zabil 11 osob, včetně dětí.
V severní části Pásma Gazy dokončili izraelští ženisté likvidaci 2,5 km dlouhého tunelu započatou 10. března. Jednalo se o dosud nejdelší síť tunelů objevenou v Pásmu Gazy. Palestinci byl využíván k přesunům ozbrojenců mezi jižní a severní částí Pásma Gazy.

## Pondělí 18. března
USA potvrdily tvrzení Izraele, že při náletu 11. března byl zabit zástupce velitele vojenského křídla Hamásu Marwán Issa, třetí nejvyšší představitel Hamásu v Pásmu Gazy.
Podle palestinského ministerstva zdravotnictví počet osob zabitých v Pásmu Gazy stoupl 31 726.
Podle IOS počet izraelských vojáků padlých v Pásmu Gazy stoupl na 250.
IOS podle vlastního vyjádření obsadily nemocnici Al Šífa. Během bojů izraelští vojáci zabili 20 příslušníků Hamásu, zahynul i 1 izraelský voják. IOS zároveň zveřejnily záběry z dronu, podle kterých byla z nemocnice vedena na Izraelce palba. Podle palestinských úřadů vypukl v části nemocnice požár a izraelský útok si vyžádal mnoho obětí.

## Úterý 19. března
Izraelský premiér B. Netanjahu v telefonickém rozhovoru s americkým prezidentem J. Bidenem řekl, že dal jasně najevo že se... neshodneme s Američany ohledně potřeby vstoupit do Rafahu. Ne o potřebě zlikvidovat Hamás, ale o potřebě vstoupit do Rafahu. Nevidíme způsob, jak zlikvidovat Hamás vojensky, aniž bychom zničili tyto zbývající prapory. Jsme odhodláni to udělat. Biden naproti tomu vyloučil jakoukoliv podporu izraelskému plánu na invazi do Rafahu. Vedlo by to k dalším úmrtím nevinných civilistů, zhoršilo by to již tak strašlivou humanitární krizi, prohloubilo by to anarchii v Gaze a dále by to mezinárodně izolovalo Izrael, řekl americký poradce pro národní bezpečnost Jake Sullivan.
Podle zprávy OSN hrozí severu Pásma Gazy, přičemž 70% populace v této oblasti trpí akutním hladem. Nejvyšší diplomat Evropské unie Josep Borrell obvinil Izrael z... používání hladovění jako válečné zbraně a řekl, že... hladomor není přírodní katastrofou, ale je způsoben tím, že Izrael brání humanitární pomoci přicházející do Gazy. Asi 210 000 lidí v severní části Pásma Gazy se nyní nachází ve fázi 5 stupnice IPC pro potravinovou nejistotu, známou též jako fáze katastrofy.
Podle palestinského ministerstva zdravotnictví počet osob zabitých v Pásmu Gazy stoupl 31 819.
Podle IOS počet izraelských vojáků padlých v Pásmu Gazy stoupl na 251.

## Středa 20. března
Podle palestinského ministerstva zdravotnictví počet osob zabitých v Pásmu Gazy stoupl 31 923.
Izraelské jednotky pokračovaly v operaci v nemocnici Šífa v Gaze. Při operaci bylo zabito přibližně 90 operativců Hamásu a PID a asi 350 jich bylo zajato. Zajištěno bylo větší množství zbraní. Mezi zajatými je i člen politbyra PIJ Chálid al Batší. Podle IOS existovala možnost, že se Hamás pokusí znovu vybudovat síť tunelů pod nemocnicí. To je ale podle analytiků obtížné z důvodu písčitého podloží. To, že se Hamás a PID rozhodl nemocnici znovu použít jako velitelské a řídící centrum ukazuje, že v případě nepřítomnosti izraelských jednotek Hamás znovu obnoví svou činnost v prostoru.
IOS potvrdily, že střela, která dopadla poblíž izraelského města Ejlat 18. března byla raketa s plochou dráhou letu a po svém dopadu nezpůsobila žádná zranění, ani materiální škody, její původ IOS nijak neupřesnily. Podle tvrzení IOS byla raketa celou dobu svého letu sledována izraelskou protivzdušnou obranou. K vypuštění rakety došlo z Hútíi ovládané části Jemenu.

## Čtvrtek 21. března
Podle palestinského ministerstva zdravotnictví počet osob zabitých v Pásmu Gazy stoupl 31 988.
Izraelské jednotky podle vyjádření IOS pokračovaly v operaci proti palestinským ozbrojencům v komplexu nemocnice Šífa. Během operace prováděné příslušníky námořního komanda Šajetet 13 a 401. obrněné brigády bylo dosud dle IOS zabito 140 operativců Hamásu a zajištěny zbraně a infrastruktura Hamásu. Dalších 20 ozbrojenců Hamásu bylo izraelskými jednotkami zabito v centrální části Pásma Gazy. Izraelské jednotky dále v komplexu nemocnice Šífa zajaly přibližně 650 příslušníků Hamásu a PID, včetně několika vyšších velitelů obou organizací.
Izrael je připraven zahájit pozemní ofenzivu v Rafahu bez ohledu na odmítavé stanovisko Spojených států. Bývalý velvyslanec Izraele v USA a izraelský ministr pro strategické záležitosti Ron Dermer řekl, že... stane se to, i když bude Izrael nucen bojovat sám. I kdyby se celý svět obrátil proti Izraeli, včetně Spojených států, budeme bojovat, dokud bitvu nevyhrajeme. Spojené státy opakovaně vyjádřily svůj nesouhlas s izraelským plánem z obavy z nárůstu civilních ztrát, neboť v Rafahu se nyní nachází velké množství osob, které sem uprchly před boji v severní a střední části Pásma Gazy. Podle Izraele se v Rafahu nachází asi 25% předválečné bojové kapacity Hamásu.

## Pátek 22. března
Podle palestinského ministerstva zdravotnictví počet osob zabitých v Pásmu Gazy stoupl 32 070.
Podle amerického ministra zahraničí Anthony Blinkena případnou ofenzivou v Rafahu riskuje Izrael, že... zabije více civilistů. Hrozí, že při poskytování humanitární pomoci způsobí ještě větší zmatek. Riskuje další izolaci Izraele po celém světě... Blinken dále řekl, že... USA sdílejí izraelský cíl porazit Hamás a zajistit jeho dlouhodobou bezpečnost, ale že operace v Rafahu není způsob, jak toho dosáhnout.
Podle ISW používají palestinští bojovníci taktiku řízených ústupů z oblastí bojů. Poté, co izraelské jednotky dokončí tzv. čisticí operaci a z prostoru se stáhnou, palestinští bojovníci se do oblasti znovu vrátí. Stává se to proto, že izraelská armáda trvale nezajišťuje vyčištěné oblasti. ISW se tak domnívá proto, že v některých čtvrtích Gazy je čisticí operace prováděna již po třetí. Usuzovat se tak dá i podle vysokého množství zabitých či zajatých palestinských ozbrojenců při opakovaných čisticích operacích.

## Sobota 23. března
Podle Hamásu rozpory mezi Hamásem a Izraelem při vyjednávání o příměří pramení z toho, že... nepřítel chápal flexibilitu projevenou hnutím jako slabost.
Podle palestinského ministerstva zdravotnictví počet osob zabitých v Pásmu Gazy stoupl 32 142.
Podle Hamásu zemřel v Pásmu Gazy 34letý izraelský rukojmí. Stalo se tak z důvodu... nedostatku jídla a léků. Izrael se domnívá, že naživu je 97 rukojmí, 33 rukojmí je považováno za mrtvé.

## Neděle 24. března
Místopředseda izraelské vlády a ministr bez portfeje Binjamin Ganc pohrozil svou rezignací, pokud Kneset schválí legislativu, která nadále osvobozuje ultraortodoxní Židy od povinné vojenské služby. Dále řekl, že...národ to nemůže přijmout, Kneset pro to nesmí hlasovat a moji kolegové a já nebudeme členy nouzové vlády, pokud taková legislativa v Knesetu projde.
Podle palestinského ministerstva zdravotnictví počet osob zabitých v Pásmu Gazy stoupl 32 226.
Podle IOS počet izraelských vojáků padlých v Pásmu Gazy stoupl na 252.
Z 800 osob izraelskou armádou zadržených při operaci v nemocničním komplexu Šífa bylo 480 osob potvrzeno jako příslušníci Hamásu a PID, tvrdí IOS.
Podle palestinské pobočky Červeného půlměsíce izraelská armáda obklíčila nemocnici Al-Amal a Násirovu nemocnici Chán Júnisu. Podle izraelské armády využívají Hamás a PID obě nemocnice jako základny. Červený půlměsíc a palestinské ministerstvo zdravotnictví izraelská tvrzení odmítlo. IOS na podporu svých tvrzení zveřejnily řadu dokumentů a videí ze zdravotnických zařízení v Pásmu Gazy.

## Pondělí 25. března
Podle palestinského ministerstva zdravotnictví počet osob zabitých v Pásmu Gazy stoupl 32 333.
Rada bezpečnosti OSN vyzvala v rezoluci k okamžitému příměří během ramadánu. Rezoluce dále požaduje otevření dalších koridorů pro přepravu a distribuci humanitární pomoci v Pásmu Gazy. Rezoluci, kterou navrhlo 10 nestálých členů RB OSN podpořilo 14 členů RB, USA se hlasování zdržely. Izraelský premiér B. Netanjahu prohlásil, že postoj USA poškozuje izraelské válečné úsilí v boji proti Hamásu. Zároveň oznámil, že zrušil plánovanou cestu izraelských vládních činitelů do USA. Podle americké velvyslankyně při OSN Lindy Thomas-Greenfieldové byla důvodem nehlasování pro rezoluci neexistence jasného odsouzení Hamásu. Podle ní by bylo příměří možno dosáhnout okamžitě, pokud by Hamás propustil zadržovaná izraelská rukojmí.

## Úterý 26. března
Mluvčí IOS Daniel Hagari oficiálně potvrdil, že třetí muž Hamásu, Marwán Issa byl zabit 10. března při leteckém útoku na uprchlický tábor Nusejrat. Spolu s Issou byl zabit další velitel Hamásu Ghazí Abú Tama'a.
Hamás odmítl nejnovější společný izraelsko-americký návrh na příměří. Podle představitelů Hamásu... návrh nenabízí ani jeden ze základních požadavků Palestinců, tedy trvalé příměří, stažení IOS z Pásma Gazy a skutečnou výměnu vězňů. Izrael v reakci na prohlášení Hamásu stahuje své vyjednavače z Kataru.
Podle izraelské armády zemřel v Pásmu Gazy další rukojmí.
Podle palestinského ministerstva zdravotnictví počet osob zabitých v Pásmu Gazy stoupl 32 414.

## Středa 27. března
Izraelské armáda tvrdí, že ve čtvrti Al-Amal, v Chán Júnisu objevila významnou síť tunelů. Poznatky byly získány po výsleších zajatých příslušníků Hamásu.
Podle palestinského ministerstva zdravotnictví počet osob zabitých v Pásmu Gazy stoupl 32 490.
Podle IOS počet izraelských vojáků padlých v Pásmu Gazy stoupl na 253.

## Čtvrtek 28. března
Podle palestinského ministerstva zdravotnictví počet osob zabitých v Pásmu Gazy stoupl 32 552.
Mezinárodní soudní dvůr nařídil Izraeli, aby přijal veškerá opatření k zajištění plynulých dodávek potravin palestinskému obyvatelstvu v Pásmu Gazy. Soud konstatoval, že... hladomor se v Pásmu Gazy stává skutečností. Opatření bylo vydáno na žádost Jihoafrické republiky, která obviňuje Izrael z genocidy Palestinců.
Těžké boje probíhaly ve čtvrti al-Amal v Chán Júnisu. Izraelské jednotky zde, podle vyjádření IOS při bojích zabily mnoho ozbrojenců, desítky palestinských operativců byly zajaty. Izraelští vojáci nalezli také skladiště zbraní a vojenského vybavení.

## Pátek 29. března
COGAT, úřad izraelského ministerstva obrany zodpovědný za palestinské civilní záležitosti se ohradil proti zprávě OSN varující před hrozícím hladomorem v Pásmu Gazy s tím, že zpráva obsahuje nepřesnosti a čerpá z pochybných zdrojů. Izrael na jednu stranu... uznává nešťastné dopady války na civilní obyvatelstvo Gazy... ale tvrdí, že...v každém okamžiku jsou na gazské straně hraničního přechodu Kerem Šalom zadrženy stovky kamionů poté, co byly kompletně zpracovány izraelskými úřady.
Izrael tlačí na vznik mezinárodních mírových sil, které by zajistily udržování práva a pořádku v Pásmu Gazy a spolupracovaly se silami nenapojenými na Hamás. Podle Izraele by se mělo jednat o ozbrojené vojáky tří různých arabských zemí s výjimkou Saúdské Arábie a Kataru. Myšlenku podle médií podporují i USA. Ochota arabských zemí zúčastnit se tohoto projektu je ale nejasná vzhledem opakovaným tvrzením arabských zemí o neochotě podílet se na správě Gazy, pokud nebude součástí širší iniciativy zahrnující vznik palestinského státu.
Podle palestinského ministerstva zdravotnictví počet osob zabitých v Pásmu Gazy stoupl 32 623.
Podle IOS počet izraelských vojáků padlých v Pásmu Gazy stoupl na 254.

## Sobota 30. března
Podle palestinského ministerstva zdravotnictví počet osob zabitých v Pásmu Gazy stoupl 32 705.
Celkem 5 osob zahynulo v Gaze při příjezdu kamionů s humanitární pomocí. Podle palestinského Červeného půlměsíce minimálně 3 lidé zahynuli na následky střelby. Podle svědků stříleli do vzduchu jak Palestinci, tak izraelští vojáci. Další lidé skončili pod koly kamionů.

## Neděle 31. března
Podle tvrzení IOS zajistily izraelští vojáci v nemocnici al Šífa v Pásmu Gazy zbraně ukryté v postelích pacientů či ve snížených stropech. V Deir al-Balah, ve střední části Pásma Gazy zaútočily IOS na velitelské centrum Palestinského islámského džihádu umístěné ve stanu na nádvoří nemocnice Mučedníků al-Aksá. Podle palestinských médií byli při útoku zabiti 4 lidé a další zraněni, včetně 5 novinářů.
Podle palestinského ministerstva zdravotnictví počet osob zabitých v Pásmu Gazy stoupl 32 782.
Podle IOS počet izraelských vojáků padlých v Pásmu Gazy stoupl na 255.